# Gran Premio di Modena 1952
Il III Gran Premio di Modena si svolse il 14 settembre 1952 all'Aerautodromo di Modena.

## Vigilia
La manifestazione venne organizzata la settimana successiva al Gran Premio d'Italia 1952, ultima gara del campionato mondiale 1952.
Alle prove del giovedì il pilota britannico Mike Hawthorn, grazie ad una mossa di Tony Vandervell, venne presentato ad Enzo Ferrari, il quali gli offrì di guidare una Ferrari dipinta di colore verde in suo onore. Nelle prove libere Hawthorn provò la Ferrari 500-003, piacendogli molto e accettando di guidarla per il fine settimana. Ritornato il giorno dopo per le prove ufficiali, non essendo ancora pronta la Ferrari offerta dal Drake, Hawthorn decise di provare la Cooper T20, con cui si schiantò sbagliando una frenata ed infortunandosi. Ingaggiato comunque dalla Scuderia Ferrari per la successiva stagione 1953, Hawthorn ebbe l'onore di guidare una Ferrari verde nella prima gara del campionato al Gran Premio d'Argentina 1953.

## Gara
Luigi Villoresi su Ferrari 500 vinse al fotofinish sull'argentino José Froilán González su Maserati. Sergio Sighinolfi e il neo campione del mondo Alberto Ascari giunsero al terzo posto su un'autovettura condivisa, dopo che Ascari dovette fermarsi al 18º giro per problemi alla pressione dell'olio della sua vettura con il n. 2.

### Risultati
| Pos. | #  | Pilota                           | Squadra                   | Autovettura       | Giri    | Tempo/Ritiro         | Griglia |
| ---- | -- | -------------------------------- | ------------------------- | ----------------- | ------- | -------------------- | ------- |
| 1    | 4  | Luigi Villoresi                  | Scuderia Ferrari          | Ferrari 500 F2    | 100     | 1:51'21.0"           | 2       |
| 2    | 14 | José Froilán González            | Officine Alfieri Maserati | Maserati A6GCM    | 100     | 1:51'21.0"           | 4       |
| 3    | 8  | Sergio Sighinolfi Alberto Ascari | Scuderia Ferrari          | Ferrari 500 F2    | 100     | 1:51'49.6"           | 6       |
| 4    | 6  | Nino Farina                      | Scuderia Ferrari          | Ferrari 500 F2    | 100     | 1:53'00.2"           | 3       |
| 5    | 10 | Rudi Fischer                     | Ecurie Espadon            | Ferrari 500 F2    | 97      | +3 giri              | 10      |
| 6    | 30 | Élie Bayol                       | auto privata              | OSCA Tipo 20      | 96      | +4 giri              | 8       |
| 7    | 18 | Eitel Cantoni                    | Escuderia Bandeirantes    | Maserati A6GCM    | 94      | +6 giri              | 12      |
| 8    | 20 | Piero Carini                     | HW Motors Ltd             | HWM 52 - Alta     | 92      | +8 giri              | 20      |
| 9    | 12 | Hans Stuck                       | Ecurie Espadon            | Ferrari 212       | 90 giri | +10 giri             | 14      |
| 10   | 26 | Johnny Claes                     | Vicomtesse de Walckiers   | Simca-Gordini T15 | 89      | +11 giri             | 16      |
| DNF  | 28 | Roy Salvadori                    | Leslie Hawthorn           | Cooper T20        | 66      | incidente            | 15      |
| DNF  | 20 | Chico Landi                      | Escuderia Bandeirantes    | Maserati A6GCM    | 44      | ?                    | 11      |
| DNF  | 32 | Lance Macklin                    | HW Motors                 | HWM 52 - Alta F2  | 41      | trasmissione         | 13      |
| DNF  | 22 | Robert Manzon                    | Equipe Gordini            | Gordini T16       | 37      | iniezione            | 5       |
| DNF  | 2  | Alberto Ascari                   | Scuderia Ferrari          | Ferrari 500 F2    | 18      | pressione dell'olio  | 1       |
| DNF  | 24 | Jean Behra                       | Equipe Gordini            | Gordini T16       | 9       | differenziale        | 7       |
| DNS  | 16 | Felice Bonetto                   | Officine Alfieri Maserati | Maserati A6GCM    | -       | -                    |         |
| DNA  | 8  | Mike Hawthorn                    | Scuderia Ferrari          | Ferrari 500 F2    | -       | in prova al giovedì  |         |
| DNA  | 28 | Mike Hawthorn                    | Leslie Hawthorn           | Cooper T20        | -       | schianto nelle prove |         |